# Giornata internazionale contro l'omofobia, la bifobia e la transfobia
(Giorgio Napolitano, discorso in occasione della Giornata IDAHOBIT del 2013)
La Giornata internazionale contro l'omofobia, la bifobia, la transfobia (o IDAHOBIT, acronimo di International Day Against Homophobia, Biphobia, Transphobia) è una ricorrenza promossa dal Comitato Internazionale per la Giornata contro l'Omofobia e la Transfobia è riconosciuta dall'Unione europea e dalle Nazioni Unite che si celebra dal 2004 il 17 maggio di ogni anno.
L'obiettivo della giornata è quello di promuovere e coordinare eventi internazionali di sensibilizzazione e prevenzione per contrastare il fenomeno dell'omofobia, della bifobia e della transfobia.  

## Storia

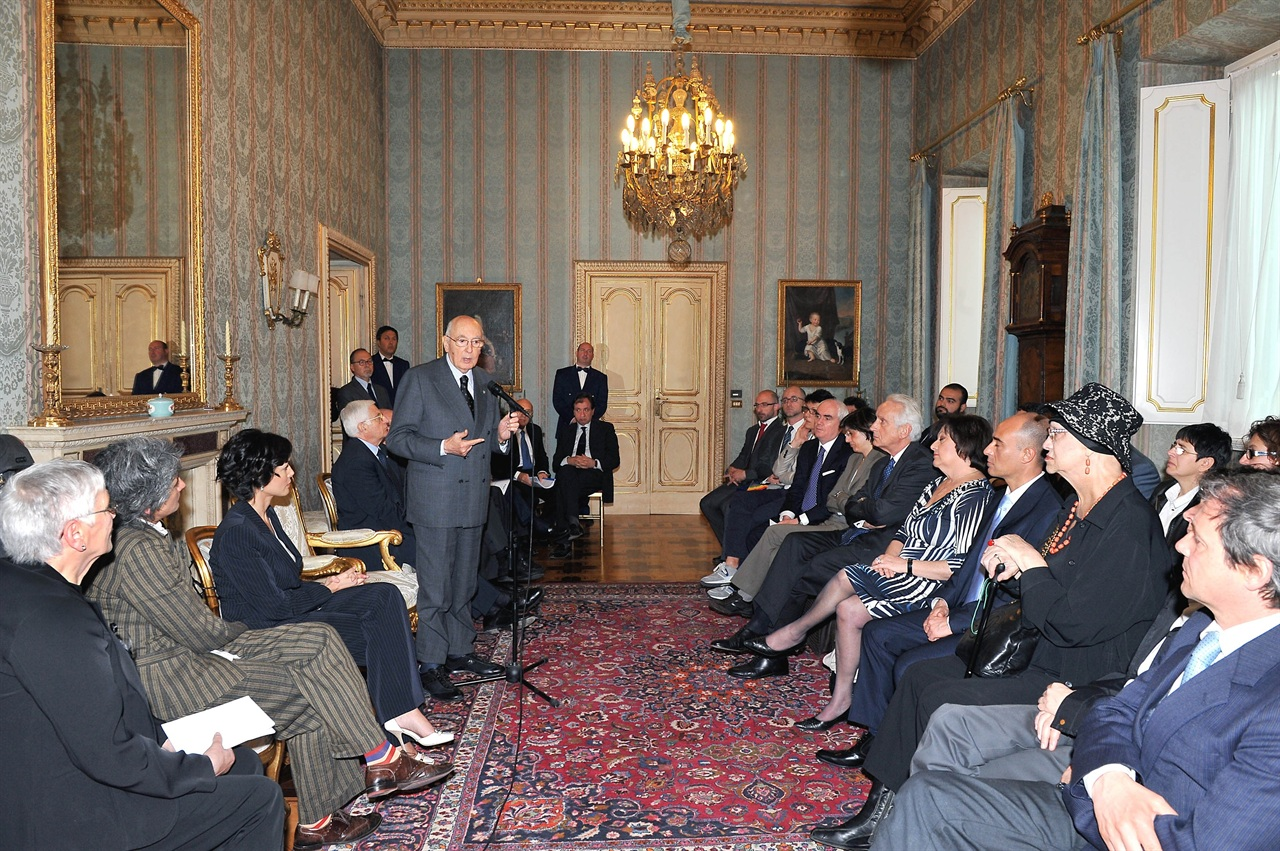
Il Presidente della Repubblica Giorgio Napolitano riceve al Quirinale i rappresentanti delle associazioni LGBT italiane in occasione della Giornata mondiale contro l'omofobia del 2010 alla presenza del Ministro per le pari opportunità Mara Carfagna. A sinistra: Rita De Santis, l'onorevole Anna Paola Concia e il Ministro Carfagna; a destra: Marcella Di Folco, Giuseppina La Delfa e Paolo Patanè.

Ideata da Louis-Georges Tin, curatore del Dictionnaire de l'homophobie (Presses Universitaires de France, 2003), la prima Giornata internazionale contro l'omofobia ha avuto luogo il 17 maggio 2004, a 14 anni dalla decisione (17 maggio 1990) di rimuovere l'omosessualità dalla lista delle malattie mentali nella classificazione internazionale delle malattie pubblicata dall'Organizzazione mondiale della sanità.
Nel 2007, in seguito ad alcune dichiarazioni di autorità polacche contro la comunità LGBT, l'Unione europea ha istituito ufficialmente la giornata contro l'omofobia sul suo territorio. Alcuni estratti del testo approvato:
(art. 8)
(art. 10)
Nel 2009 la campagna IDAHO viene incentrata sulla transfobia, e in particolare sugli atti di violenza contro le persone transgender. Il nome ufficiale diventa pertanto "Giornata Internazionale contro l'omofobia e la transfobia" (International Day Against Homophobia and Transphobia).
Nel 2015 viene aggiunta anche la bifobia negli obiettivi della campagna.
Intorno al 2020 si inizia a parlare più completamente di omolesbobitransfobia (homolesbobitransphobia), quindi integrando la lesbofobia alla dicitura.
L'Italia aderisce all'LGBTI Core Group dell'ONU, alla piattaforma Equal Rights Coalition e all'organizzazione intergovernativa Global Equality Fund.